# Homotoma distincta
Homotoma distincta är en insektsart som beskrevs av Crawford 1912. Homotoma distincta ingår i släktet Homotoma och familjen Homotomidae. Inga underarter finns listade i Catalogue of Life.